# Шауб, Василий Иванович
Васи́лий Ива́нович Ша́уб (нем. Karl Albert Emil Wilhelm Schaub; 1834—1905) — русский архитектор немецкого происхождения, академик архитектуры Императорской Академии художеств, отец архитектора В. В. Шауба.

## Биография
Родился 29 марта 1834 года в Бовендене. Вскоре был привезён в Россию и с 1843 года воспитывался в Петришуле. В 1852—1858 годах — вольноприходящий ученик Императорской Академии художеств. Получил медали Академии художеств: малая серебряная (1856) за «проект евангелической церкви», большая серебряная медаль (1857) за «проект в Византийском стиле церкви». Затем получил звание классного художника (1858) и академика архитектуры (1861).
Действительный член попечительского совета и архитектор домов приюта принца П. Г. Ольденбургского, архитектор Русского страхового общества. Член-учредитель Петербургского общества архитекторов. В свободное от службы время занимался акварельной живописью.
Был произведён 21 мая 1898 года в действительные статские советники.
Умер 28 мая (10 июня) 1905 года в Санкт-Петербурге; похоронен на Смоленском лютеранском кладбище, в семейном захоронении Шаубов (уч. 80).

## Награды
Российской империи:
- орден Святого Станислава 2-й степени (1880)
- орден Святой Анны 2-й степени (1883)
- Святого Владимира 3-й степени (1890)

Иностранные :
- орден Заслуг герцога Петра Фридриха Людвига 3-й степени (1888, Великое герцогство Ольденбург)

## Проекты
Среди основных построек в Петербурге: особняк К. И. Шредера (1864, перестройка), производственные здания фабрики Шредера (1875, 1882, 1887), особняк В. Н. Яковенко (1887, совместно с В. В. Шаубом), Петропавловская церковь в Лахте (1893—1894, совместно с Шаубом), дача Шаубов в Лахте (1890-е, совместно с Шаубом), построил несколько доходных домов.
- Красноградский переулок, д. 6 — особняк К. И. Шредера. Перестройка. 1864 (Перестроен).
- Большая Морская улица, д. 10 / набережная реки Мойки, д. № 55 — доходный дом. 1874—1875. Совместно с Ф. Л. Миллером.
- Петровский проспект, д. 20, корп. 3 (?) — особняк В. Гота
- Петроградская набережная, д. 32 / улица Чапаева, д. 15 — производственные здания фабрики К. И. Шредера. Надстройка и расширение. 1875, 1882, 1887.
- Вознесенский проспект, д. 26 — дом общества стеклянного производства И. Е. Ритинга. Перестройка. 1880.
- Улица Декабристов, д. 26 / набережная канала Грибоедова, д. 97 / Львиный переулок, д. 2 — доходный дом. Перестройка и расширение. 1880—1881.
- Большая аллея, д. 24 — особняк В. Н. Яковенко. 1887, совместно с В. В. Шаубом.
- Лахта — часовня-памятник на месте, где Пётр I спасал тонущий бот. 1893. (Не сохранилась).
- Лахта, Лахтинский проспект, д. 100 — церковь Святого апостола Петра. 1893—1894, совместно с В. В. Шаубом.
- Лахта, Лахтинский проспект, д. 115 — дача Шаубов. 1890-е ? (В. В. Шауб ?).
- Дача в Тарховке

## Семья
Жена Юлия Мария Андреевна, урождённая Цее (Julia Maria Zeh, 24.06.1841 — 19.07.1919).
Дети:
- Василий Васильевич (1861—1934) — петербургский архитектор, статский советник, кавалер ордена Святой Анны 2-й степени, академик архитектуры Императорской Академии художеств (с 1892).
- Густав Васильевич (1864—1924) — инженер, жил в Петербурге.
- Александр Васильевич (1866—1934) — совладелец бумажной фабрики «Левинсон и Шауб» до 1917 года. Жил в Петербурге, был женат на Эмме Гермейер, внучке архитектора Е. Т. Цолликофера.